# Al-Muʿawwidhatān
Als muʿawwidhatān (arabisch المعوّذتان, DMG al-Muʿawwiḏatān ‚Die beiden Suren des Zuflucht-Suchens (vor dem Bösen)‘) werden im Islam die beiden letzten Suren des Korans bezeichnet. Sie beginnen beide mit der Formulierung „Sag: Ich suche Zuflucht beim Herrn des … vor“. Sie werden besonders häufig rezitiert, um durch sie Schutz vor allem Schlechten zu erhalten, so z. B. dem Bösen Blick. Anstatt muʿawwidhatān (Dual) wird häufig auch der Begriff muʿawwidhāt (Plural) verwendet, u. a. in der Hadith-Sammlung des Buchari.

## Offenbarung und Rezitation
Ihr Offenbarungsort ist in der Exegese umstritten, so gibt u. a. al-Hasan al-Basri (gest. 728) an, sie seien in Mekka offenbart worden, Ibn Abbas (gest. um 688) und Qatāda ibn Diʿāma (gest. 735) hingegen sprechen sich für Medina aus.
Zum Grund ihrer Offenbarung finden sich in den Überlieferungen unterschiedliche Geschichten; eine der bekanntesten lautet wie folgt: Als der Prophet Mohammed eines Tages sehr krank war, kamen zwei Engel zu ihm und berichteten, dass er von Labid, einem Juden aus Medina, verzaubert worden sei. Sie seien gegen dessen Zauber vorgegangen und am nächsten Morgen habe Mohammed die Offenbarung über die Suren al-Falaq und an-Nās erhalten, um sich zukünftig vor Schlechtem schützen zu können.
Ibn Masʿud hatte in sein Exemplar des Korans die Suren al-Falaq und an-Nās nicht mit aufgenommen, da er sie nicht zur Offenbarung des Korans zählte, sondern als Bittgebet. Damit widersprach er dem Konsens der Gefährten des Propheten und dessen Familie. Nach einer anderen Meinung ließ er sie aus, da er davon ausging, dass er sie nicht vergessen werde, da in der Frühzeit die Aufzeichnung des Korantextes nur als Gedächtnisstütze diente. Gleiches tat er mit der Sure al-Fātiha. Er rezitierte die muʿawwidhatān nicht.
In einer Überlieferung nach ʿUqba ibn ʿAmir soll Mohammed diesem empfohlen haben, die beiden Suren zu rezitieren, indem er sagte: „Du wirst nichts rezitieren können, was bei Gott gefälliger wäre als ‚Sag: Ich suche beim Herrn des Frühlichts Zuflucht‘ und ‚Sag: Ich suche Zuflucht beim Herrn der Menschen‘“. Auch vor dem Schlafengehen pflegte Mohammed die muʿawwidhatān zu rezitieren.

## Sure 113 –al-Falaq
Al-Falaq (arabisch الفلق, DMG al-Falaq ‚Das Frühlicht‘) ist die 113. Sure des Korans. Sie umfasst fünf Verse.

### Arabische Verse, Transkription, Übersetzung
| Arabische Verse | Transkription |
| --- | --- |
| 1. قُلۡ أَعُوذُ بِرَبِّ ٱلۡفَلَقِ 2. مِن شَرِّ مَا خَلَقَ 3. وَمِن شَرِّ غَاسِقٍ إِذَا وَقَبَ 4. وَمِن شَرِّ ٱلنَّفَّـٰثَـٰتِ فِى ٱلۡعُقَدِ 5. وَمِن شَرِّ حَاسِدٍ إِذَا حَسَدَ | 1. qul aʿūḏu bi-rabbi ʾl-falaq 2. min-šarri mā ḫalaq 3. wa-min šarri ġāsiqin iḏā waqab 4. wa-min šarri ʾn-naffāṯāti fi-ʾl-ʿuqad 5. wa-min šarri ḥāsidin iḏā ḥasad |
| Übersetzung nach Paret | |
| 1. Sag: Ich suche beim Herrn des Frühlichts Zuflucht 2. vor dem Unheil (das) von dem (ausgehen mag), was er (auf der Welt) geschaffen hat, 3. von hereinbrechender Finsternis, 4. von (bösen) Weibern, die (Zauber)knoten bespucken, 5. und von einem, der neidisch ist (w. von einem Neider, wenn er neidisch ist). | |

### Interpretation

#### Vers 1
„Sag“ spricht den Propheten Mohammed an, das Nachfolgende auszusprechen.
Das Wort al-falaq wird in der Koranexegese unterschiedlich interpretiert, da es sich wörtlich um einen Begriff handelt, der mit „Spalten“ zu tun hat. Die Mehrheit der Exegeten sieht in dem Begriff den Morgen, andere sprechen von der Hölle, oder gar der ganzen Schöpfung.

#### Vers 2
Hier ist entweder allgemein alles Schlechte gemeint, der Teufel und seine Nachkommenschaft, oder die Hölle.

#### Vers 3
Wie schon bei al-falaq gibt es auch für den dritten Vers teilweise weit auseinandergehende Ansichten. Die vorherrschende Interpretation beinhaltet die „erste Dunkelheit der Nacht, wenn sie eintritt“. Nach anderen Exegeten ist die untergehende Sonne gemeint, der Mond, der sich entfernt, oder die Schlange, wenn sie beißt.

#### Vers 4
Hier wird auf eine alte arabische Praxis Bezug genommen, mittels der Personen verzaubert worden sein sollen, um ihnen zu schaden. Dazu bediente man sich einer Schnur, machte einen Knoten hinein und pustete darauf beim Aussprechen des Zaubers.

#### Vers 5
Der Neider wird explizit genannt, weil das Ziel seines Neides ist, dass das Gute von einem Menschen entfernt wird, um ihm zuzukommen.

## Sure 114 –an-Nas
An-Nās (arabisch الناس, DMG an-Nās ‚Die Menschen‘) ist die 114. und letzte Sure des Korans. Sie umfasst sechs Verse.

### Arabische Verse, Transkription, Übersetzung
| Arabische Verse | Transkription |
| --- | --- |
| 1. قُل أَعُوذُ بِرَبِّ ٱلنَّاسِ 2. مَلِكِ ٱلنَّاسِ 3. إِلَـٰهِ ٱلنَّاسِ 4. مِن شَرِّ ٱلوَسوَاسِ ٱلخَنَّاسِ 5. ٱلَّذِي يُوَسۡوِسُ فِى صُدُورِ ٱلنَّاسِ 6. مِنَ ٱلجِنَّةِ وَٱلنَّاسِ | 1. qul aʿūḏhu bi rabbi ʾn-nās 2. maliki ʾn-nās 3. ilāhi ʾn-nās 4. min šarri ʾl-waswāsi ʾl-ḫannās 5. allaḏī yuwaswisu fī ṣudūri ʾn-nās 6. mina ʾl-dschinnati wa ʾn-nās |
| Übersetzung | |
| 1. Sag: Ich suche Zuflucht beim Herrn der Menschen, 2. dem König der Menschen, 3. dem Gott der Menschen, 4. (ich suche bei ihm Zuflucht) vor dem Unheil (das) von (jeder Art von) Einflüsterung (ausgehen mag), - einem (jeden) heimtückischen Kerl(?) (w. dem heimtückischen Kerl), 5. der den Menschen (w. in die Brust der Menschen) (böse Gedanken) einflüstert, 6. sei es ein Dschinn oder ein Mensch. | |

### Interpretation

#### Vers 1
Hier wird Mohammed direkt angesprochen, das Nachfolgende auszusprechen. Gott weist in dem Vers an, bei der Eigenschaft der göttlichen Herrschaft Zuflucht und Schutz zu suchen, da er mit dieser mächtigen Eigenschaft alles zusammenfasst, was unter seinen Besitz fällt.

#### Vers 2
Mit der Beschreibung als König wird die Herrschaft Gottes unterstrichen, indem er sich über die Könige der Menschen stellt und sein größeres Anrecht, verehrt, aber auch gefürchtet zu werden, als diese, deutlich macht. Nur bei ihm soll man Schutz suchen, nicht bei den Königen, oder Mächtigen dieser Welt.

#### Vers 3
Dieser Vers beschreibt Gott als den Anzubetenden und fordert die Menschen, die dies nicht tun, regelrecht zu dessen Anbetung auf. Er macht darauf aufmerksam, dass Gott das größere Recht zusteht, angebetet zu werden, als etwas oder jemand anderem.

#### Vers 4
Die genannte Einflüsterung geht nach allgemeiner Meinung der Koranexegeten vom Teufel Iblis, bzw. einem seiner Söhne aus, der zum Schlechten auffordern will, wie er es laut Sure 15:39 ankündigte:

„Iblis sagte: ‚Herr! Darum, daß du mich hast abirren lassen, werde ich es ihnen im schönsten Licht erscheinen lassen (was es) auf der Erde (zu genießen gibt) und sie allesamt abirren lassen.‘“

Der Begriff al-Channas (الخناس / al-Ḫannās), der im Bezug auf den Teufel als Beschreibung gebraucht wird und den Paret mit „heimtückischer Kerl“ übersetzt, bezeichnet eine Bewegung des Zurückweichens. So stellt sich das Einflüstern als immer wiederkehrende Situation dar, mit der die Person konfrontiert ist. In einem Hadith nach Ibn Abbas, den At-Tabarī in seinem Tafsir nennt, heißt es: „Der Teufel sitzt auf dem Herzen des Sohns Adams (d. h. des Menschen). Vergisst dieser, oder ist unachtsam, so flüstert er ihm ein und wenn er sich Gottes erinnert, weicht er zurück.“

#### Vers 5
Nach einigen Koranexegeten lässt sich das Wort An-Nās nicht nur auf die Menschen beziehen, sondern auch auf die Dschinn. Es erhält so die Bedeutung einer Gruppe von Personen. So, wie die Dschinn im Vers 72:6 als „Männer“ bezeichnet werden, erhalten sie hier die Bezeichnung „An-Nās“ Somit kann der Teufel nicht nur den Menschen, sondern auch den übrigen Dschinn Schlechtes einflüstern.

#### Vers 6
Eine andere Möglichkeit zur Interpretation ist, dass sich Vers 6 erklärend auf die Einflüsterungen aus Vers 5 bezieht. Es ergibt sich folgende Bedeutung: „Sag: Ich suche Zuflucht beim Herrn der Menschen […] vor dem Unheil der Einflüsterung, die von den Menschen und von den Dschinn kommt.“ Dies steht im Einklang mit einer Überlieferung nach Abū Dharr al-Ghifārī, die al-Qurtubi (gest. 1272) in seinem Tafsir nennt, als er zu einem Mann sagte: „Hast du bei Allah zuflucht vor den Teufeln der Menschen genommen?“ Der Mann sagte: „Gibt es unter den Menschen Teufel?“ Abu Dharr antwortete: „Ja, nach Gottes Aussage: ‚So haben wir für jeden Propheten (gewisse) Feinde bestimmt: die Satane der Menschen und der Dschinn.‘“ (Sure 6:112)